# Transports en commun de Niort
 (juillet 2025).
Tanlib est le réseau de transport en commun desservant la Communauté d'agglomération du Niortais. Le réseau est exploité par Transdev Niort Agglomération (faisant partie du groupe Transdev).

## Histoire du réseau
- Le premier service urbain d'autobus de la ville de Niort date du 12 mars 1936.

En accord avec la municipalité niortaise, la Compagnie des autobus Brivin va desservir les quartiers les plus éloignés du centre-ville.
La rue de Fontenay et l’avenue de Limoges furent les premiers desservis au départ de la rue Thiers, toutes les 15 minutes.
C'est après la Seconde guerre mondiale que commence l'élaboration d'un réseau de bus. Landry Brivin installé à Niort depuis 1921, achète des camions revendus par les armées (essentiellement américaine) pour créer des lignes d'autobus afin de compléter les lignes ferroviaires qui ne vont pas dans toutes les communes. Ses premiers bus sont montés sur des châssis de camions à bandages caoutchoutés et éclairés à l'acétylène. Ses cars verts assurent un transport de Niort vers Angers,Limoge,Nantes et la Roche-sur-Yon. En 1960, avec 650 Employés, 70 cars verts et blancs et de nombreux camions, Brivin devient l'une des principales sociétés de Niort. C'est en 1966 que le Maire de L'époque Emile Beche passe une convention avec les transports Brivin pour tenter une expérience d'une année sur un premier réseau de bus urbain de 6 lignes. Il se compose ainsi, 6 lignes qui aboutissent toutes en un point central, la place de la Brèche : Mairie de Souché/Stade Municipal, Baticoop/Tour Chabot, Mairie de St Pezenne/Lycée Technique (actuel lycée Paul Guérin). En 1978 la société est reprise par les établissements Mory-Team. En 1980 les bus sont rachetés par la ville de Niort. En 1990 le réseau passe sous le contrôle de la société CGFTE (compagnie générale Française des transports entreprise) et prend le nom TAN (transport de l'agglomération Niortaise) un nouveau dépôt est construit dans la ZI de St Liguaire. En 1996 les 30 autobus des transports urbains de la ville de Niort ont quitté le giron de CGFTE, filiale de la Générale des Eaux, pour être pris en main par la SOPAC (société parc auto circulation)
Au 1er avril 2002, la CAN décide de créer une nouvelle ligne vers Chauray. Elle offre une desserte tout au long de la journée vers les centres commerciaux Mendes France et Casino et  relie Chauray (commune très peuplée) à Niort en transport en commun. Après des débuts difficiles, la ligne connaît désormais un grand succès, même si les multiples parcours différents rendent l’utilisation difficile.
En parallèle (septembre 2001), la ligne 2 perd ses quelques services vers Mendes France et est rabattue sur le terminus Moulin à Vent pour desservir ce quartier et modifie son tracé sur le quartier de Souché. Par ailleurs, les lignes D (pour dessertes), évoluent avec notamment la création d’une ligne Maisons Rouges – Curie, préfigurant les futures 10-11. La ligne 5 dessert désormais sur certains passages le quartier des Boutinets.
Au début de 2003, deux lignes circulaires sont créées le dimanche après-midi (à partir de 13h30). Un parcours en boucle est prévu au départ de la Brèche dans les deux sens : deux bus circulent, la plupart du temps les GX117L 301 et 302.
Le 30 juin 2003, les lignes 1 et 2 ont une nouvelle antenne reliant l’IUT et le Clou Bouchet au dépôt TAN. Cela permet de desservir la zone industrielle de St Liguaire.
À la rentrée de septembre 2003, la ligne 1 évolue encore avec la branche Ebaupin qui, du Clou Bouchet, dessert l’avenue de la Rochelle (et la zone artisanale de la Mude) et le quartier de bureaux Ebaupin, en pleine extension. Depuis, de plus en plus de services desservent cette antenne. Les services scolaires évoluent aussi : Les S10 S11 S12 reprennent les anciennes dessertes morcelées (Souché Lycée Venise Verte IUT, Souché Lycée Venise Verte Fief Joly, Clou Bouchet T J Main) et la S16 assure désormais La Brèche CFA. Les lignes D (comme desserte) bougent aussi : Création de la D17 Ste Pezenne Gde Croix, D13 La Brèche Maisons Rouges, D18 Souché La Bouette.
Au 1er septembre 2004, un nouveau guide horaire et un nouveau plan plus clair sont distribués. Pour la 2, le terminus Souché est reporté à Maisons Rouges. La 6 récupère les D13 et S16 dans ses services. Enfin, les lignes scolaires deviennent des lignes à part entière, reprises dans le plan. La 10 (ex S10 et S12) et la 11 (ex S11) relient désormais le quartier du Clou Bouchet à Maisons Rouges par la banlieue. En conséquence, les D17 D18 et S10 à S12 sont supprimées. Tout est réuni en un ensemble plus cohérent.
En septembre 2005, le réseau évolue encore un peu : Aiffres est reliée au réseau TAN grâce à la création de la ligne 9 Maisons Rouges – Aiffres Mairie – Aiffres Gare. Elle offre en plus une liaison Brèche – Maisons Rouges reprenant la branche Brizeaux de la 1. Celle-ci voit donc moins de passages, au profit de l’antenne Cholette et de la desserte de la CAF. Cette nouvelle ligne implique de petits ajustements : La 2 termine désormais à Maisons Rouges au lieu de Moulin A Vent et la 7 s ‘arrête à la Gare (parcours en doublon avec la 9. Maisons Rouges devient un gros pôle de correspondance pour l’est de Niort. Enfin, une nouvelle ligne qui ne passe pas par la Brèche est créée : La 12 entre TJ Main et Aiffres Mairie par la Gare. En parallèle, les lignes 20 et 21, anciennement RDS, passent sous le giron de la CAN. Désormais, ces deux lignes sont intégrées au réseau au niveau de la tarification. Avec un même ticket, on peut prendre le réseau TAN ou ce nouveau réseau baptisé inter-communes CAN.
Les horaires seront remaniés à la rentrée 2006. Quant aux lignes RDS desservant la CAN, elles peuvent aussi être empruntées avec la même tarification sur le territoire, mais elles restent RDS (lignes 12-15-17-18-60-61, avec des horaires spéciaux comme la 20 et la 21 sauf pour la 18). La 16 reste hors de ce système
Depuis le 27 juin 2009 et la piétonisation, les lignes 2 et 3 ne passent plus par le centre-ville. Il est désormais desservi par une navette "CitiTAN", qui passe toutes les 10 minutes toute la journée. Actuellement[Quand ?], les navettes Vehixel sont louées, mais la CAN a décidé d'en acheter deux pour les remplacer.
Depuis le 13 décembre 2009, un système de transport à la demande est mis en place sur la ligne 60 (période de vacances scolaires) et 21 (desserte de la commune de Priaires rabattue sur Frontenay RR Mairie par Thorigny). Des horaires sont établis, mais le taxi ne passe que s'il y a eu réservation.
Avec les nouveaux horaires hiver 2010-2011, peu de nouveautés : le terminus de la 5 IED est renommé ITEP (nouveau nom de l'IED) et un arrêt "Follereau" est créé sur la ligne 10 rue d'Antes.
Le réseau a été totalement restructuré le 4 juillet 2011 avec une nouvelle numérotation, de nouvelles lignes et de nouvelles dessertes et fréquences.
En 2017, le réseau devient gratuit avec une nouvelle identité visuelle et un nouveau nom Tanlib. C'est l'un des premiers réseaux de France à devenir gratuit sur une agglomération aussi importante.
À la rentrée 2018, des modifications sont apportées au réseau. La ligne 1 passe désormais à la gare ce qui permet de la desservir par une ligne plus forte que la 2 et de réduire le risque de retards au niveau de la place Saint-Jean. La ligne 2 ne dessert plus Saint-Florent (laissé à la ligne 7) mais l'avenue de la Rochelle, où la demande est beaucoup plus forte. Les lignes 3 et 4 inversent leur tracé entre la Brèche et le Lycée Paul Guérin et la ligne 6 s'arrête désormais à Cholette. La desserte de Surimeau est confiée à la ligne 8, une nouvelle ligne transversale entre Surimeau et Maisons Rouges. Une deuxième ligne est créée : la 9. Une petite ligne entre le Pôle Atlantique et Curie ou Thomas-Jean Main servant à relier par les boulevards les différents points d'échanges importants. Les lignes 7, 8 et 9 forment alors un tracé circulaire avec des correspondances à Maisons Rouges (7 et 8), Curie (8 et 9) et Pôle Atlantique (7 et 9).
En 2019, Transdev Niort Agglomération fait plusieurs achats de véhicules comme l'Iveco Crealis 18 en mai et les trois Rampini Wolta en décembre, les plus grandes navettes électriques en circulation en France.
À la rentrée 2019, plusieurs changements s'opèrent : la ligne 6 ne relie plus la Brèche à Cholette et s'arrête désormais à la Brèche ou Coubertin à certaines heures. La ligne 8, relie Surimeau à la Brèche et l'Hôpital et non plus aux Maisons Rouges. Ce tracé transversal est confié à la nouvelle ligne 10 (Cholette - Maisons Rouges / Trente Ormeaux). Les lignes 7, 9 et 10 continuent de former un tracé circulaire.
En 2020, tanlib lance un nouveau service, attendu depuis plusieurs années, les Parking relais. Trois qui n'ont pas besoin d'être construits sont ouverts et les quatre suivants devraient être livrés entre 2021 et 2022. Ces trois parking-relais sont Darwin à Niort (desservi par la ligne 3) et Espace Ouest à Niort et Cassin à Aiffres (desservis par la ligne 4). Les quatre qui devraient ouvrir sont : Espérance (ligne 6), Maisons Rouges (lignes 1, 5, 7 et 10), Curie (lignes 2, 8, 9 et 10) et un autre route de La Rochelle (face aux magasins Satrac) encore sans nom et peut-être desservi par la ligne 2 ou une nouvelle ligne. Transdev Niort Agglomération achète deux Volkswagen Caravelle assurant des "Navettes P+R" sur réservation pour des trajets entre la Brèche, la  Gare et les parkings.
Le 19 décembre 2023, Jérôme Baloge, Président de Niort Agglo, et Thierry Mallet, Président-directeur général du groupe Transdev, ont signé le contrat de délégation de service public pour les transports collectifs ainsi que les mobilités actives et partagées sur le territoire de Niort Agglo, pour une durée de six ans. 
Depuis le 6 juillet 2024, tanlib propose ses nouvelles offres sur l’ensemble du territoire de Niort Agglo. 
Ces nouvelles offres de mobilité, accessibles à tous et couvrant l’ensemble du territoire, se traduisent notamment par une amélioration de l’offre urbaine, un renforcement des dessertes périurbaines et une restructuration des lignes scolaires. Par ailleurs, cinq nouveaux services Flex seront déployés, et l’offre de vélos sera renforcée grâce à l’agrandissement de la flotte et l’installation de nouvelles stations. 
Cette reconstruction permet d’accéder au centre-ville en moins de 30 minutes pour tous les quartiers via les lignes urbaines. 
Depuis septembre 2024, deux nouvelles lignes Tanlib Express au départ des communes de Saint Gelais, Échiré, Chauray, Vouillé et Aiffres permettent de rejoindre la zone d’emploi Mendès France.  Une navette est mise en place au départ de la gare de Niort le dimanche soir, entre 19h et 21h, pour desservir les différents arrêts du centre-ville. 

Ancien logo (2011-2017)
Logo depuis 2017

## Projet de transport en commun en site propre
En 2009, il a été décidé dans le cadre du Plan Déplacement Urbain (PDU) de créer un couloir de bus en deux sens entre Chauray sur le site de Parpin et Bessines sur le site d'Ebaupin. Ce projet a été estimé à 100 millions d'euros qui auraient été financés en partie par le Versement transport payé par les entreprises de plus de neuf salariés (y compris les administrations, hôpitaux...). Le projet a été voté au début de 2013 ; cependant, à l'approche des élections municipales de 2014, Jérôme Baloge lutte contre ce projet avec les entreprises du secteur,.
Jérôme Baloge est élu à la présidence de la CAN le 14 avril 2014 et abroge le projet de TCSP le 28 avril 2014.

## Le réseau

### Lignes urbaines

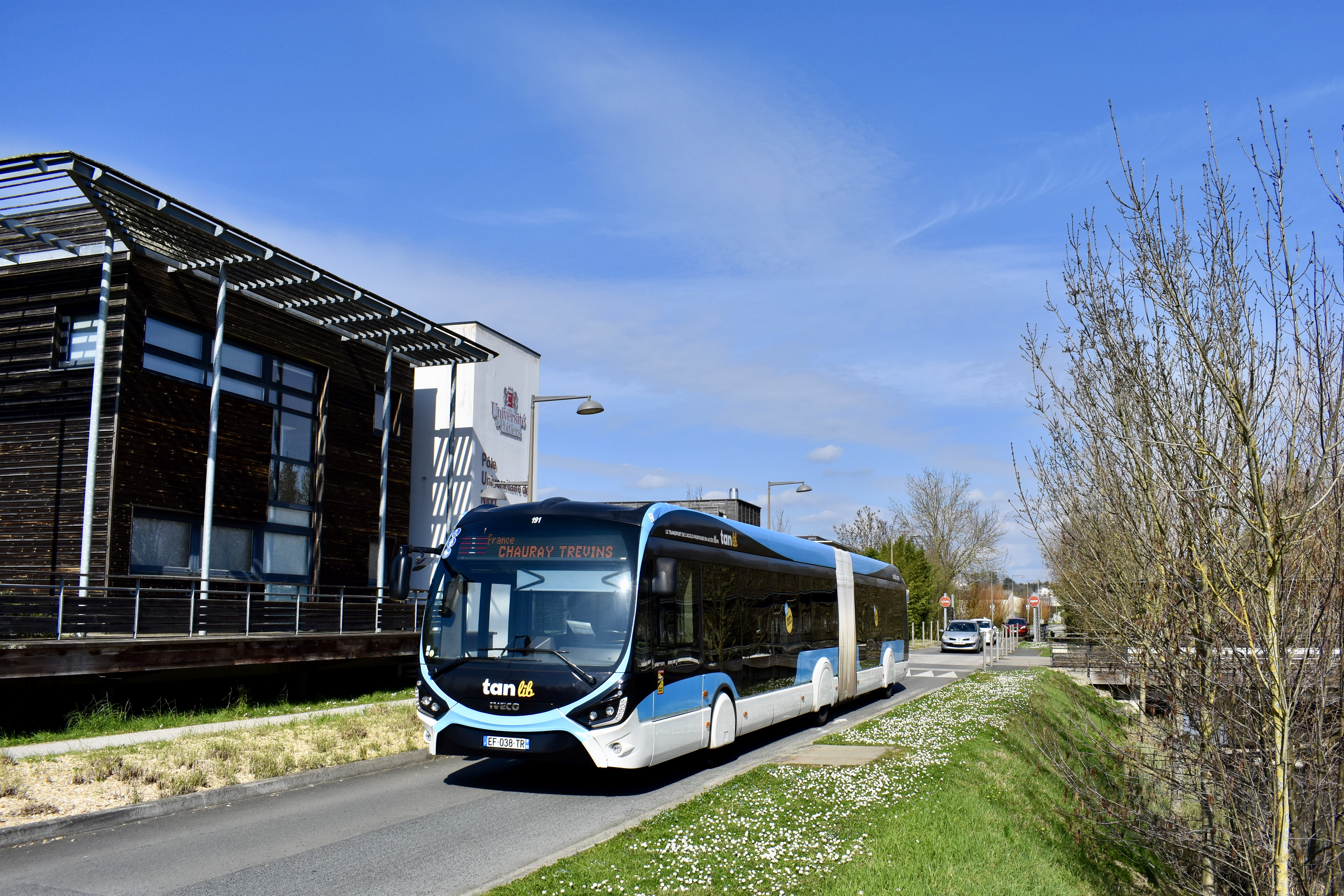
Ligne 1
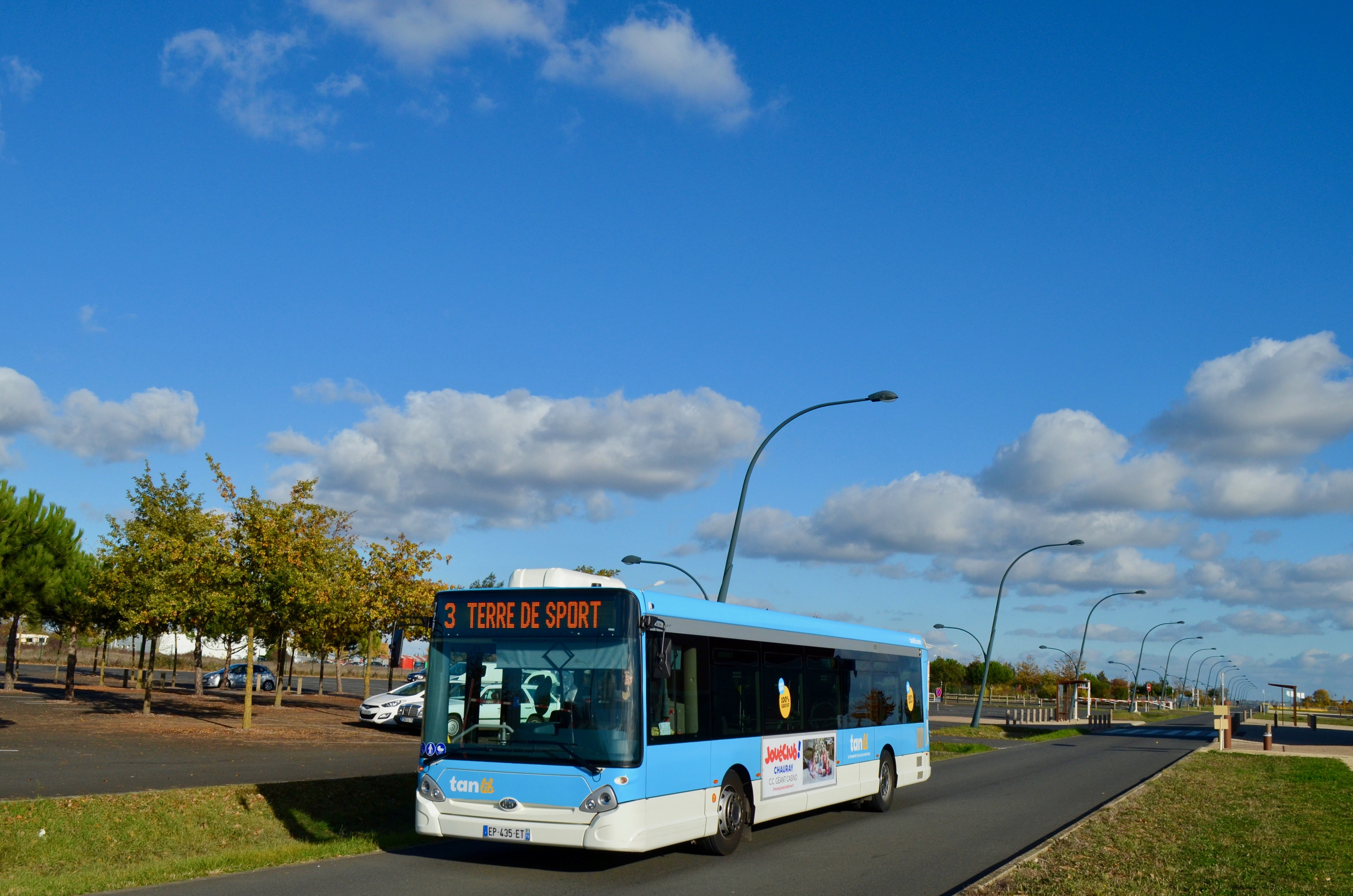
Ligne 3

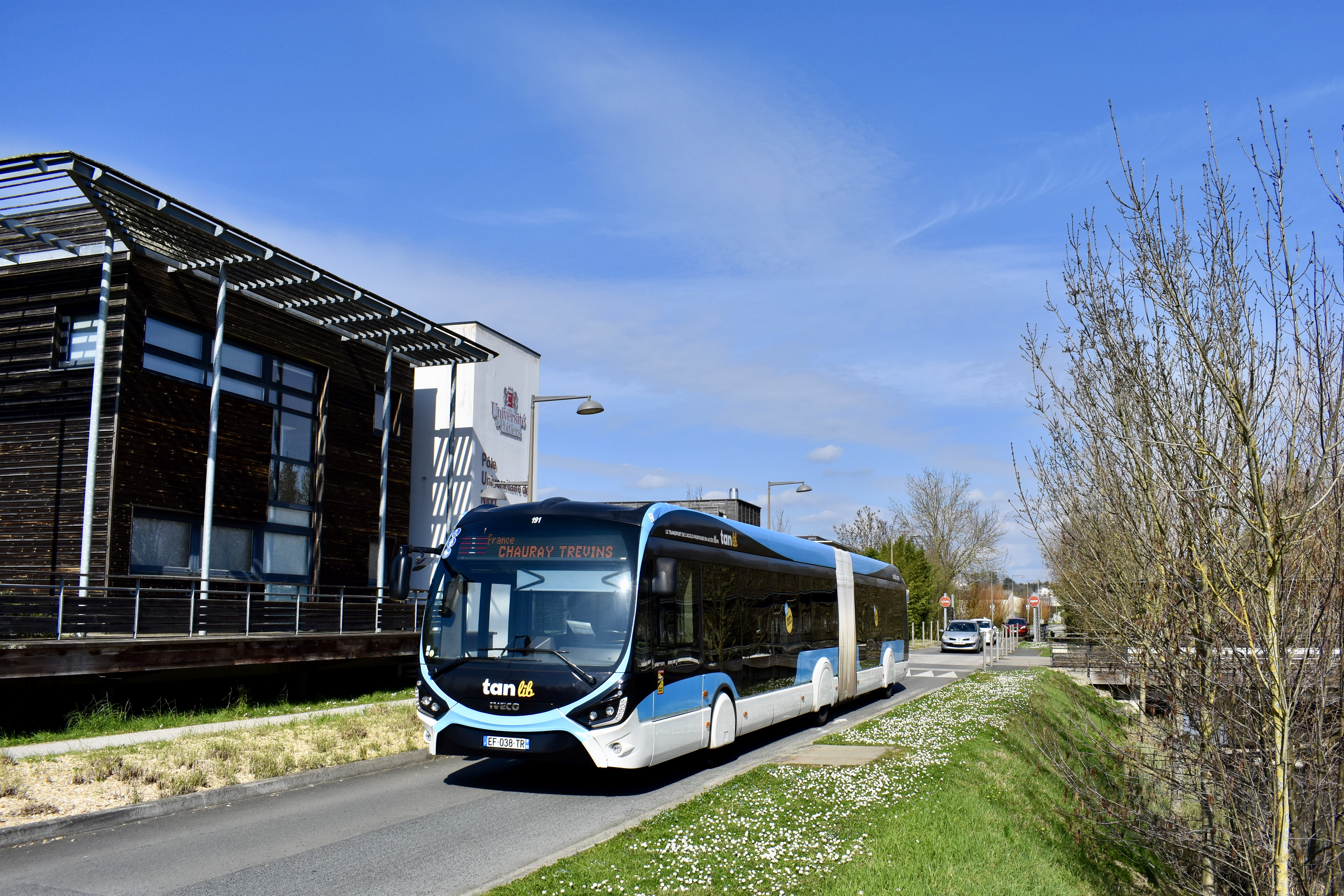
Ligne 1
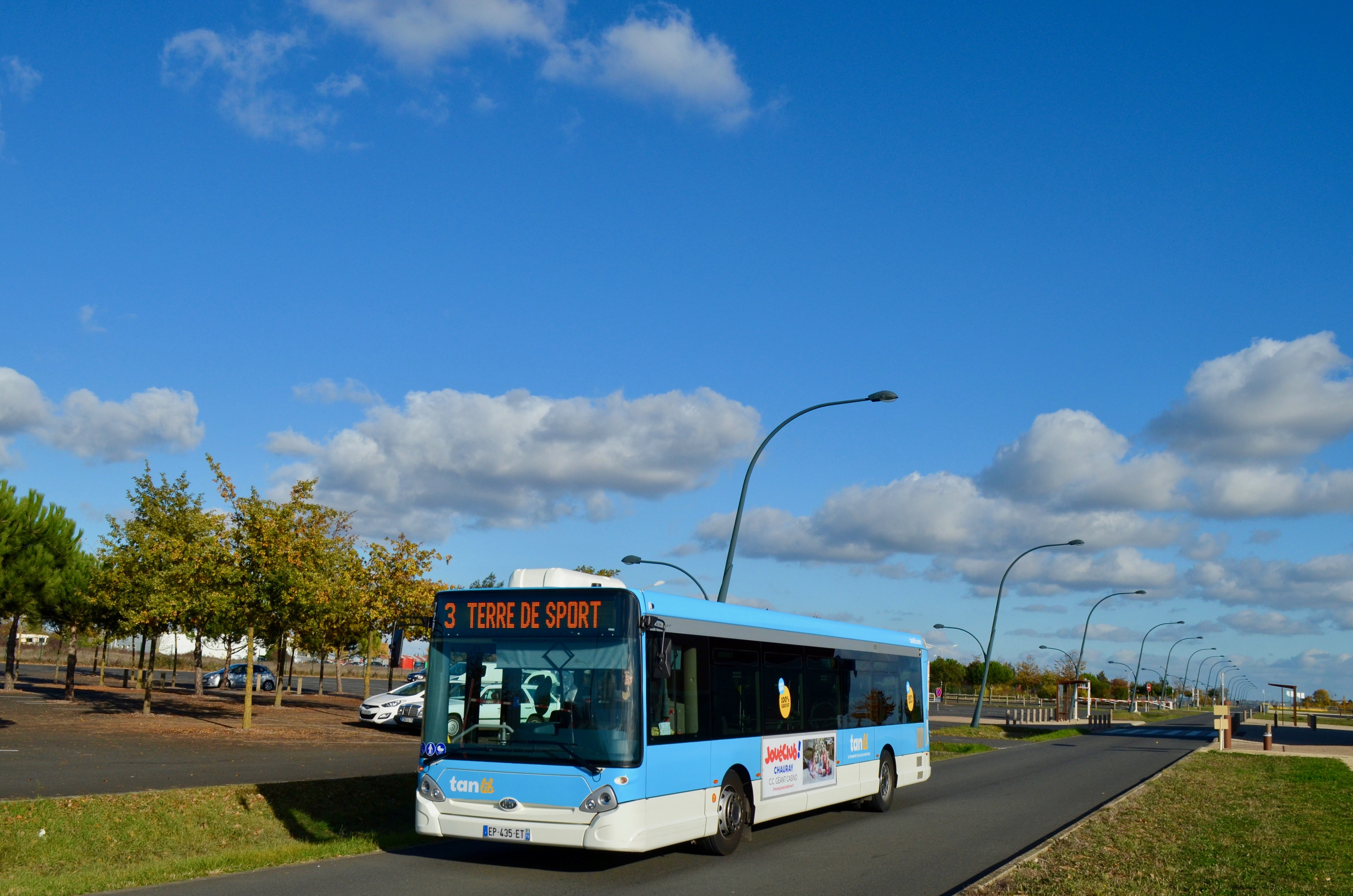
Ligne 3

Lignes avec une fréquence de 20 à 30 minutes en heure de pointe.
| Ligne | Caractéristiques | Caractéristiques                                        | Caractéristiques                                        | Caractéristiques                                        | Caractéristiques                                        | Caractéristiques                                        | Caractéristiques                                        | Caractéristiques                                        | Caractéristiques                                        |
| 1     | Chauray — Trévins / Parpin ⥋ Niort — Pôle Universitaire | Chauray — Trévins / Parpin ⥋ Niort — Pôle Universitaire | Chauray — Trévins / Parpin ⥋ Niort — Pôle Universitaire | Chauray — Trévins / Parpin ⥋ Niort — Pôle Universitaire | Chauray — Trévins / Parpin ⥋ Niort — Pôle Universitaire | Chauray — Trévins / Parpin ⥋ Niort — Pôle Universitaire | Chauray — Trévins / Parpin ⥋ Niort — Pôle Universitaire | Chauray — Trévins / Parpin ⥋ Niort — Pôle Universitaire | Chauray — Trévins / Parpin ⥋ Niort — Pôle Universitaire |
| ----- | --- | ------------------------------------------------------- | ------------------------------------------------------- | ------------------------------------------------------- | ------------------------------------------------------- | ------------------------------------------------------- | ------------------------------------------------------- | ------------------------------------------------------- | ------------------------------------------------------- |
| 1     | Ouverture / Fermeture 6 juillet 2024 / — | Longueur 18 km                                          | Durée 47 à 53 min                                       | Nb. d’arrêts 39                                         | Matériel Articulés, Standards                           | Jours de fonctionnement L, Ma, Me, J, V, S              | Jour / Soir / Nuit / Fêtes O / N / N / N                | Voy. / an 1 499 773                                     | Exploitant Transdev Niort Agglomération                 |
| 1     | Desserte : - Villes et lieux desservis : Chauray (Mairie, Trévins, Centre Commercial), Niort (Trente Ormeaux, Maisons Rouges, Brèche, Gare SNCF, Hôpital, Pôle Atlantique, Pythagore, Pôle Universitaire) - Gares desservies : Gare SNCF de Niort. |                                                         |                                                         |                                                         |                                                         |                                                         |                                                         |                                                         |                                                         |
| 1     | Autre : - Arrêts non accessibles aux UFR : Ampère, Colonnes, Colbert, Turgot, Tour Chabot. - Particularités : Liaison entre Pôle Atlantique et Pôle Universitaire express. - Date de dernière mise à jour : 18 juillet 2025.                       |                                                         |                                                         |                                                         |                                                         |                                                         |                                                         |                                                         |                                                         |
| 1     | Dernière actualisation : — |                                                         |                                                         |                                                         |                                                         |                                                         |                                                         |                                                         |                                                         |
| 2     | Bessines — Ébaupin ⥋ Niort — Brizaux CAF | Bessines — Ébaupin ⥋ Niort — Brizaux CAF                | Bessines — Ébaupin ⥋ Niort — Brizaux CAF                | Bessines — Ébaupin ⥋ Niort — Brizaux CAF                | Bessines — Ébaupin ⥋ Niort — Brizaux CAF                | Bessines — Ébaupin ⥋ Niort — Brizaux CAF                | Bessines — Ébaupin ⥋ Niort — Brizaux CAF                | Bessines — Ébaupin ⥋ Niort — Brizaux CAF                | Bessines — Ébaupin ⥋ Niort — Brizaux CAF                |
| 2     | Ouverture / Fermeture 6 juillet 2024 / — | Longueur 11 km                                          | Durée 30 à 40 min                                       | Nb. d’arrêts 27                                         | Matériel Standards                                      | Jours de fonctionnement L, Ma, Me, J, V, S              | Jour / Soir / Nuit / Fêtes O / N / N / N                | Voy. / an 739 480                                       | Exploitant Transdev Niort Agglomération                 |
| 2     | Desserte : - Villes et lieux desservis : Bessines (Ebaupin, Mude), Niort (Pied de Fond, Clou Bouchet, Pôle Atlantique, Avenue de La Rochelle, Brèche, Pontreau, Curie, Brizeaux CAF) - Gares desservies : Aucune.                                  |                                                         |                                                         |                                                         |                                                         |                                                         |                                                         |                                                         |                                                         |
| 2     | Autre : - Arrêts non accessibles aux UFR :Brizeaux, Charcot, Leclerc, Epinettes, Curie, Pontreau, Strasbourg, Brémaudière, D'Agescy, Marne, Léo Lagrange. - Particularités : Aucune. - Date de dernière mise à jour : 18 juillet 2025.             |                                                         |                                                         |                                                         |                                                         |                                                         |                                                         |                                                         |                                                         |
| 2     | Dernière actualisation : — |                                                         |                                                         |                                                         |                                                         |                                                         |                                                         |                                                         |                                                         |
| 3     | Niort — Pôle Universitaire ⥋ Niort — Terre de Sport | Niort — Pôle Universitaire ⥋ Niort — Terre de Sport     | Niort — Pôle Universitaire ⥋ Niort — Terre de Sport     | Niort — Pôle Universitaire ⥋ Niort — Terre de Sport     | Niort — Pôle Universitaire ⥋ Niort — Terre de Sport     | Niort — Pôle Universitaire ⥋ Niort — Terre de Sport     | Niort — Pôle Universitaire ⥋ Niort — Terre de Sport     | Niort — Pôle Universitaire ⥋ Niort — Terre de Sport     | Niort — Pôle Universitaire ⥋ Niort — Terre de Sport     |
| 3     | Ouverture / Fermeture 6 juillet 2024 / — | Longueur 10 km                                          | Durée 30 à 40 min                                       | Nb. d’arrêts 27                                         | Matériel Standards                                      | Jours de fonctionnement L, Ma, Me, J, V, S              | Jour / Soir / Nuit / Fêtes O / N / N / N                | Voy. / an 501 490                                       | Exploitant Transdev Niort Agglomération                 |
| 3     | Desserte : - Villes et lieux desservis : Niort (Pôle Universitaire, Gavacherie, Espingole, Brèche, Avenue de Limoges, P+R Darwin, Terre de Sport) - Gares desservies : Aucune.                                                                     |                                                         |                                                         |                                                         |                                                         |                                                         |                                                         |                                                         |                                                         |
| 3     | Autre : - Arrêts non accessibles aux UFR : Equarts, Vallée Guyot. - Particularités : Aucune. - Date de dernière mise à jour : 18 juillet 2025. |                                                         |                                                         |                                                         |                                                         |                                                         |                                                         |                                                         |                                                         |
| 3     | Dernière actualisation : — |                                                         |                                                         |                                                         |                                                         |                                                         |                                                         |                                                         |                                                         |

- Ligne 1
- Ligne 3

Lignes avec une fréquence de 30 à 60 minutes en heure de pointe.
| Ligne | Caractéristiques | Caractéristiques                                                                 | Caractéristiques                                                                 | Caractéristiques                                                                 | Caractéristiques                                                                 | Caractéristiques                                                                 | Caractéristiques                                                                 | Caractéristiques                                                                 | Caractéristiques                                                                 |
| 4     | Aiffres — Mairie ⥋ Niort — Sainte-Peznne | Aiffres — Mairie ⥋ Niort — Sainte-Peznne                                         | Aiffres — Mairie ⥋ Niort — Sainte-Peznne                                         | Aiffres — Mairie ⥋ Niort — Sainte-Peznne                                         | Aiffres — Mairie ⥋ Niort — Sainte-Peznne                                         | Aiffres — Mairie ⥋ Niort — Sainte-Peznne                                         | Aiffres — Mairie ⥋ Niort — Sainte-Peznne                                         | Aiffres — Mairie ⥋ Niort — Sainte-Peznne                                         | Aiffres — Mairie ⥋ Niort — Sainte-Peznne                                         |
| ----- | --- | -------------------------------------------------------------------------------- | -------------------------------------------------------------------------------- | -------------------------------------------------------------------------------- | -------------------------------------------------------------------------------- | -------------------------------------------------------------------------------- | -------------------------------------------------------------------------------- | -------------------------------------------------------------------------------- | -------------------------------------------------------------------------------- |
| 4     | Ouverture / Fermeture 6 juillet 2024 / — | Longueur 15 km                                                                   | Durée 50 à 66 min                                                                | Nb. d’arrêts 40                                                                  | Matériel Standards                                                               | Jours de fonctionnement L, Ma, Me, J, V, S                                       | Jour / Soir / Nuit / Fêtes O / N / N / N                                         | Voy. / an 557 085                                                                | Exploitant Transdev Niort Agglomération                                          |
| 4     | Desserte : - Villes et lieux desservis : Aiffres (Mairie, P+R Cassin, Jamine, Salle Omnisports, Maison Neuve), Niort (Sources, Route d’Aiffres, Inkermann, Hôpital, Gare SNCF, Brèche, Espingole, Port Boinot, Villon, P+R Espace Ouest, Sainte-Pezenne) - Gares desservies : Gare de Niort. |                                                                                  |                                                                                  |                                                                                  |                                                                                  |                                                                                  |                                                                                  |                                                                                  |                                                                                  |
| 4     | Autre : - Arrêts non accessibles aux UFR : Dixième, Pelouse, Glaie, Coulonges, Gymnase, Nantes, Saint Hubert, Verrerie, Recouvrance, Saint Étienne, Brioux, Paix, Baudelaire, Fief Chevalier, Fief Saint Maurice, Salle Omnisports, Trèfle, Moulin, Levant, Jamine, Plantes, Canepetière. - Particularités : Desserte du lycée Paul Guérin et Thomas Jean Main à certaines heures. - Date de dernière mise à jour : 18 juillet 2025. |                                                                                  |                                                                                  |                                                                                  |                                                                                  |                                                                                  |                                                                                  |                                                                                  |                                                                                  |
| 4     | Dernière actualisation : — |                                                                                  |                                                                                  |                                                                                  |                                                                                  |                                                                                  |                                                                                  |                                                                                  |                                                                                  |
| 5     | Chauray — Château Driguet ⥋ Niort — Chaintre Brulée | Chauray — Château Driguet ⥋ Niort — Chaintre Brulée                              | Chauray — Château Driguet ⥋ Niort — Chaintre Brulée                              | Chauray — Château Driguet ⥋ Niort — Chaintre Brulée                              | Chauray — Château Driguet ⥋ Niort — Chaintre Brulée                              | Chauray — Château Driguet ⥋ Niort — Chaintre Brulée                              | Chauray — Château Driguet ⥋ Niort — Chaintre Brulée                              | Chauray — Château Driguet ⥋ Niort — Chaintre Brulée                              | Chauray — Château Driguet ⥋ Niort — Chaintre Brulée                              |
| 5     | Ouverture / Fermeture 6 juillet 2024 / — | Longueur 18 km                                                                   | Durée 50 min                                                                     | Nb. d’arrêts 41                                                                  | Matériel Standards                                                               | Jours de fonctionnement L, Ma, Me, J, V, S                                       | Jour / Soir / Nuit / Fêtes O / N / N / N                                         | Voy. / an 622 856                                                                | Exploitant Transdev Niort Agglomération                                          |
| 5     | Desserte : - Villes et lieux desservis : Chauray (Château Driguet, Centre Aquatique, MAAF), Niort (Maisons Rouges, Brèche, Espingole, Port Boinot, Villon, Lycée Horticole, Chaintre Brulée) - Gares desservies : Aucune. |                                                                                  |                                                                                  |                                                                                  |                                                                                  |                                                                                  |                                                                                  |                                                                                  |                                                                                  |
| 5     | Autre : - Arrêts non accessibles aux UFR : Verte Vallée, Telouze, Lycée Horticole, Saint Étienne, Arandelles, Conciergerie. - Particularités : Desserte à certaines heures de la zone Mendès France. - Date de dernière mise à jour : 18 juillet 2025. |                                                                                  |                                                                                  |                                                                                  |                                                                                  |                                                                                  |                                                                                  |                                                                                  |                                                                                  |
| 5     | Dernière actualisation : — |                                                                                  |                                                                                  |                                                                                  |                                                                                  |                                                                                  |                                                                                  |                                                                                  |                                                                                  |
| 6     | Chauray — Maisons Rouges / Combes ⥋ Niort — Saint-Liguaire / Saint-Liguaire ITEP | Chauray — Maisons Rouges / Combes ⥋ Niort — Saint-Liguaire / Saint-Liguaire ITEP | Chauray — Maisons Rouges / Combes ⥋ Niort — Saint-Liguaire / Saint-Liguaire ITEP | Chauray — Maisons Rouges / Combes ⥋ Niort — Saint-Liguaire / Saint-Liguaire ITEP | Chauray — Maisons Rouges / Combes ⥋ Niort — Saint-Liguaire / Saint-Liguaire ITEP | Chauray — Maisons Rouges / Combes ⥋ Niort — Saint-Liguaire / Saint-Liguaire ITEP | Chauray — Maisons Rouges / Combes ⥋ Niort — Saint-Liguaire / Saint-Liguaire ITEP | Chauray — Maisons Rouges / Combes ⥋ Niort — Saint-Liguaire / Saint-Liguaire ITEP | Chauray — Maisons Rouges / Combes ⥋ Niort — Saint-Liguaire / Saint-Liguaire ITEP |
| 6     | Ouverture / Fermeture 6 juillet 2024 / — | Longueur 18 km                                                                   | Durée 60 à 65 min                                                                | Nb. d’arrêts 46                                                                  | Matériel Standards                                                               | Jours de fonctionnement L, Ma, Me, J, V, S                                       | Jour / Soir / Nuit / Fêtes O / N / N / N                                         | Voy. / an 382 435                                                                | Exploitant Transdev Niort Agglomération                                          |
| 6     | Desserte : - Villes et lieux desservis : Chauray (Combes, Château Musset) Niort (Souché, Brèche, Pôle Atlantique, Jean Zay, Espérance, Saint-Liguaire, Saint-Liguaire ITEP) - Gares desservies : Aucune. |                                                                                  |                                                                                  |                                                                                  |                                                                                  |                                                                                  |                                                                                  |                                                                                  |                                                                                  |
| 6     | Autre : - Arrêts non accessibles aux UFR :Tiffardière, Boutinets, 8 mai, Garenne, Marais, Paul Sabatier, Blaise Pascal, Wellingborough, Angélique, Léo Lagrange, Marne, André Maurois, Bréguet, Fleurelle, Château Musset, Verteuil, Combes - Particularités : Aucune. - Date de dernière mise à jour : 18 juillet 2025. |                                                                                  |                                                                                  |                                                                                  |                                                                                  |                                                                                  |                                                                                  |                                                                                  |                                                                                  |
| 6     | Dernière actualisation : — |                                                                                  |                                                                                  |                                                                                  |                                                                                  |                                                                                  |                                                                                  |                                                                                  |                                                                                  |
| 7     | Niort — Hôpital ⥋ Niort — Sainte-Pezenne | Niort — Hôpital ⥋ Niort — Sainte-Pezenne                                         | Niort — Hôpital ⥋ Niort — Sainte-Pezenne                                         | Niort — Hôpital ⥋ Niort — Sainte-Pezenne                                         | Niort — Hôpital ⥋ Niort — Sainte-Pezenne                                         | Niort — Hôpital ⥋ Niort — Sainte-Pezenne                                         | Niort — Hôpital ⥋ Niort — Sainte-Pezenne                                         | Niort — Hôpital ⥋ Niort — Sainte-Pezenne                                         | Niort — Hôpital ⥋ Niort — Sainte-Pezenne                                         |
| 7     | Ouverture / Fermeture 6 juillet 2024 / — | Longueur 15 km                                                                   | Durée 50 à 55 min                                                                | Nb. d’arrêts 39                                                                  | Matériel Standards                                                               | Jours de fonctionnement L, Ma, Me, J, V, S                                       | Jour / Soir / Nuit / Fêtes O / N / N / N                                         | Voy. / an 345 735                                                                | Exploitant Transdev Niort Agglomération                                          |
| 7     | Desserte : - Villes et lieux desservis : Niort ( Hôpital, Gare SNCF, Brèche, Avenue St Jean D’Angély, Pôle Atlantique, Pôle Universitaire, Sainte-Pezenne) - Gares desservies : Gare de Niort |                                                                                  |                                                                                  |                                                                                  |                                                                                  |                                                                                  |                                                                                  |                                                                                  |                                                                                  |
| 7     | Autre : - Arrêts non accessibles aux UFR : Jean Moulin, Broche, Saintonge, Recouvrance, Verrerie, Saint-Hubert, Coulonges, Glaie, Dixième. - Particularités : Aucune. - Date de dernière mise à jour : 18 juillet 2025. |                                                                                  |                                                                                  |                                                                                  |                                                                                  |                                                                                  |                                                                                  |                                                                                  |                                                                                  |
| 7     | Dernière actualisation : — |                                                                                  |                                                                                  |                                                                                  |                                                                                  |                                                                                  |                                                                                  |                                                                                  |                                                                                  |
| 8     | Niort — Surimeau ⥋ Niort — Nerval / Sources | Niort — Surimeau ⥋ Niort — Nerval / Sources                                      | Niort — Surimeau ⥋ Niort — Nerval / Sources                                      | Niort — Surimeau ⥋ Niort — Nerval / Sources                                      | Niort — Surimeau ⥋ Niort — Nerval / Sources                                      | Niort — Surimeau ⥋ Niort — Nerval / Sources                                      | Niort — Surimeau ⥋ Niort — Nerval / Sources                                      | Niort — Surimeau ⥋ Niort — Nerval / Sources                                      | Niort — Surimeau ⥋ Niort — Nerval / Sources                                      |
| 8     | Ouverture / Fermeture 6 juillet 2024 / — | Longueur 15 km                                                                   | Durée 50 min                                                                     | Nb. d’arrêts 37                                                                  | Matériel Réduits                                                                 | Jours de fonctionnement L, Ma, Me, J, V, S                                       | Jour / Soir / Nuit / Fêtes O / N / N / N                                         | Voy. / an 134 629                                                                | Exploitant Transdev Niort Agglomération                                          |
| 8     | Desserte : - Villes et lieux desservis : Niort (Surimeau, Cholette, Curie, Sablières, Champclairot) - Gares desservies : Aucune. |                                                                                  |                                                                                  |                                                                                  |                                                                                  |                                                                                  |                                                                                  |                                                                                  |                                                                                  |
| 8     | Autre : - Arrêts non accessibles aux UFR : Surimeau, Bas Surimeau, Moulin d'Âne, Cholette, Mésanges, Epinettes, Curie, Bazin, Sablières, Largeau, Normandie, Burgonce, Chabot, Strasbourg, D'Agescy, Rosiers, Valentin Haüy, Fief Joly, Django Reinhart, Nerval, Baudelaire, Sources. - Particularités : Desserte à certaines heures de Fief Joli et Sources - Date de dernière mise à jour : 18 juillet 2025.                       |                                                                                  |                                                                                  |                                                                                  |                                                                                  |                                                                                  |                                                                                  |                                                                                  |                                                                                  |
| 8     | Dernière actualisation : — |                                                                                  |                                                                                  |                                                                                  |                                                                                  |                                                                                  |                                                                                  |                                                                                  |                                                                                  |
| 9     | Niort — Brèche ⥋ Niort — Maisons Rouges | Niort — Brèche ⥋ Niort — Maisons Rouges                                          | Niort — Brèche ⥋ Niort — Maisons Rouges                                          | Niort — Brèche ⥋ Niort — Maisons Rouges                                          | Niort — Brèche ⥋ Niort — Maisons Rouges                                          | Niort — Brèche ⥋ Niort — Maisons Rouges                                          | Niort — Brèche ⥋ Niort — Maisons Rouges                                          | Niort — Brèche ⥋ Niort — Maisons Rouges                                          | Niort — Brèche ⥋ Niort — Maisons Rouges                                          |
| 9     | Ouverture / Fermeture 6 juillet 2024 / — | Longueur 8 km                                                                    | Durée 25 min                                                                     | Nb. d’arrêts 19                                                                  | Matériel Standards                                                               | Jours de fonctionnement L, Ma, Me, J, V                                          | Jour / Soir / Nuit / Fêtes O / N / N / N                                         | Voy. / an 22 500                                                                 | Exploitant Transdev Niort Agglomération                                          |
| 9     | Desserte : - Villes et lieux desservis : Niort (Brèche, Gare SNCF, Hôpital, Champommier, Champclairot, Maisons Rouges) - Gares desservies : Gare de Niort. |                                                                                  |                                                                                  |                                                                                  |                                                                                  |                                                                                  |                                                                                  |                                                                                  |                                                                                  |
| 9     | Autre : - Arrêts non accessibles aux UFR : Alain,Valentin Haüy, Rosiers, Plaisance, André Maurois. - Particularités : Aucune. - Date de dernière mise à jour : 1er février 2021. |                                                                                  |                                                                                  |                                                                                  |                                                                                  |                                                                                  |                                                                                  |                                                                                  |                                                                                  |
| 9     | Dernière actualisation : — |                                                                                  |                                                                                  |                                                                                  |                                                                                  |                                                                                  |                                                                                  |                                                                                  |                                                                                  |
| 10    | Niort — Pôle Atlantique ⥋ Niort — Maisons Rouges / Trente Ormeaux | Niort — Pôle Atlantique ⥋ Niort — Maisons Rouges / Trente Ormeaux                | Niort — Pôle Atlantique ⥋ Niort — Maisons Rouges / Trente Ormeaux                | Niort — Pôle Atlantique ⥋ Niort — Maisons Rouges / Trente Ormeaux                | Niort — Pôle Atlantique ⥋ Niort — Maisons Rouges / Trente Ormeaux                | Niort — Pôle Atlantique ⥋ Niort — Maisons Rouges / Trente Ormeaux                | Niort — Pôle Atlantique ⥋ Niort — Maisons Rouges / Trente Ormeaux                | Niort — Pôle Atlantique ⥋ Niort — Maisons Rouges / Trente Ormeaux                | Niort — Pôle Atlantique ⥋ Niort — Maisons Rouges / Trente Ormeaux                |
| 10    | Ouverture / Fermeture 6 juillet 2024 / — | Longueur 12 km                                                                   | Durée 35 min                                                                     | Nb. d’arrêts 20                                                                  | Matériel Standards                                                               | Jours de fonctionnement L, Ma, Me, J, V, S                                       | Jour / Soir / Nuit / Fêtes O / N / N / N                                         | Voy. / an 12 858                                                                 | Exploitant Transdev Niort Agglomération                                          |
| 10    | Desserte : - Villes et lieux desservis : Niort (Pôle Atlantique, Pôle Universitaire, Cholette, Curie, Moulin à Vent, Maisons Rouges) - Gares desservies : Aucune. |                                                                                  |                                                                                  |                                                                                  |                                                                                  |                                                                                  |                                                                                  |                                                                                  |                                                                                  |
| 10    | Autre : - Arrêts non accessibles aux UFR : Cholette, Mésanges, Moindreau, Curie, Epinettes, Charcot. - Particularités : Aucune. - Date de dernière mise à jour : 18 juillet 2025. |                                                                                  |                                                                                  |                                                                                  |                                                                                  |                                                                                  |                                                                                  |                                                                                  |                                                                                  |
| 10    | Dernière actualisation : — |                                                                                  |                                                                                  |                                                                                  |                                                                                  |                                                                                  |                                                                                  |                                                                                  |                                                                                  |

### Les Navettes du centre-ville
Navettes desservant l'hyper centre de Niort.
| Ligne                       | Caractéristiques | Caractéristiques                             | Caractéristiques                             | Caractéristiques                             | Caractéristiques                             | Caractéristiques                             | Caractéristiques                             | Caractéristiques                             | Caractéristiques                             |
| La Navette Centre-Ville     | (Circulaire) Niort — Brèche ⥋ Niort — Brèche | (Circulaire) Niort — Brèche ⥋ Niort — Brèche | (Circulaire) Niort — Brèche ⥋ Niort — Brèche | (Circulaire) Niort — Brèche ⥋ Niort — Brèche | (Circulaire) Niort — Brèche ⥋ Niort — Brèche | (Circulaire) Niort — Brèche ⥋ Niort — Brèche | (Circulaire) Niort — Brèche ⥋ Niort — Brèche | (Circulaire) Niort — Brèche ⥋ Niort — Brèche | (Circulaire) Niort — Brèche ⥋ Niort — Brèche |
| --------------------------- | --- | -------------------------------------------- | -------------------------------------------- | -------------------------------------------- | -------------------------------------------- | -------------------------------------------- | -------------------------------------------- | -------------------------------------------- | -------------------------------------------- |
| La Navette Centre-Ville     | Ouverture / Fermeture 1er septembre 2017 / — | Longueur 2,5 km                              | Durée 20 min                                 | Nb. d’arrêts 12                              | Matériel Minibus                             | Jours de fonctionnement L, Ma, Me, J, V, S   | Jour / Soir / Nuit / Fêtes O / N / N / N     | Voy. / an 175 927                            | Exploitant Transdev Niort Agglomération      |
| La Navette Centre-Ville     | Desserte : - Villes et lieux desservis : Centre-ville de Niort (Brèche, Victor-Hugo, Halles, Hôtel de Ville, Port Boinot, Place du Port, Bessac, Pré Leroy, Barbusse, Capucins, Biscara, Temple) - Gares desservies : Aucune.                    |                                              |                                              |                                              |                                              |                                              |                                              |                                              |                                              |
| La Navette Centre-Ville     | Autre : - Arrêts non accessibles aux UFR : Temple, Bessac, Pré Leroy, Barbusse, Capucin - Particularités : Fonctionne du lundi au samedi de 7 h 30 à 19 h 45. - Date de dernière mise à jour : 18 juillet 2025.                                  |                                              |                                              |                                              |                                              |                                              |                                              |                                              |                                              |

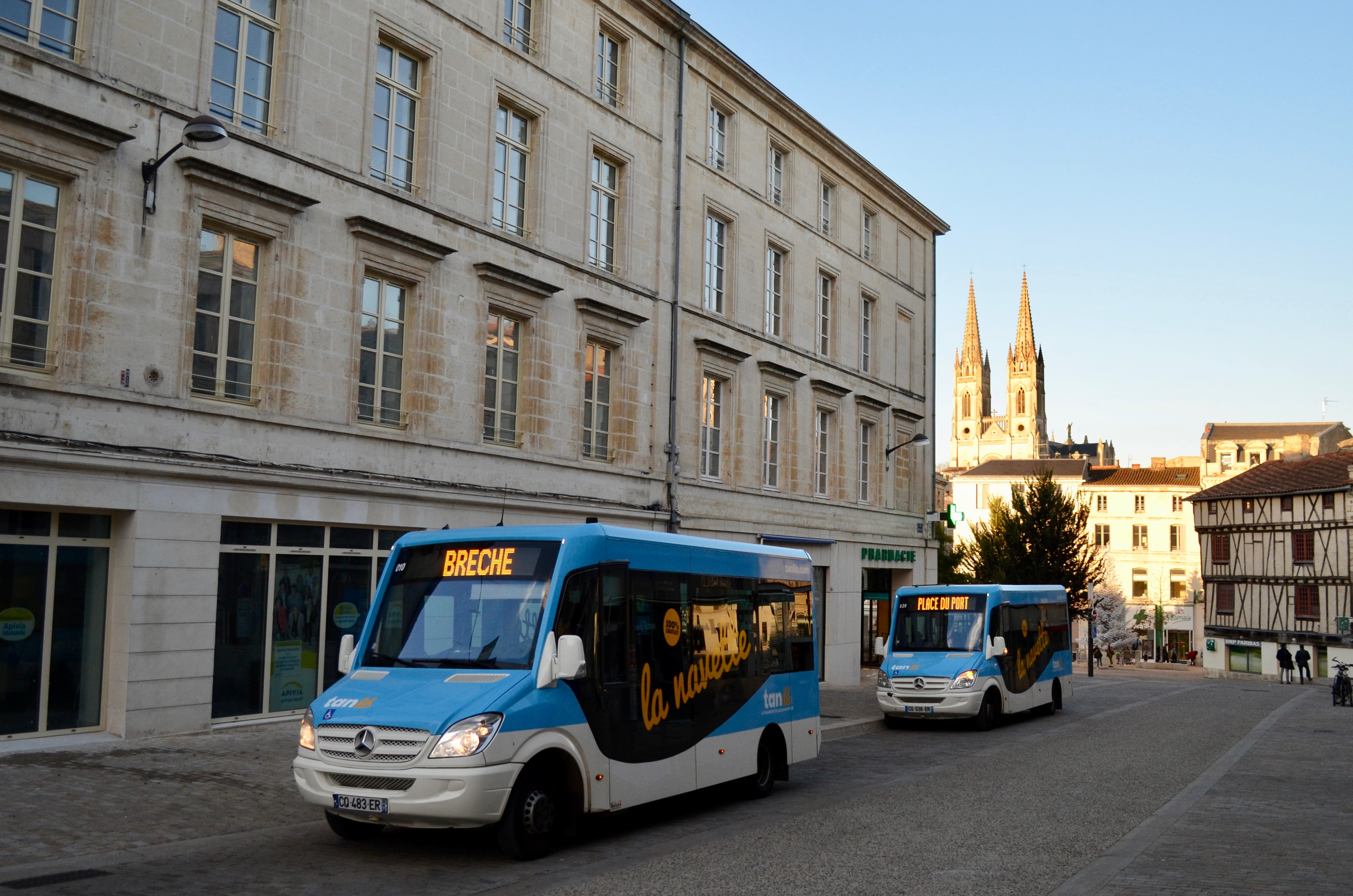
La navette

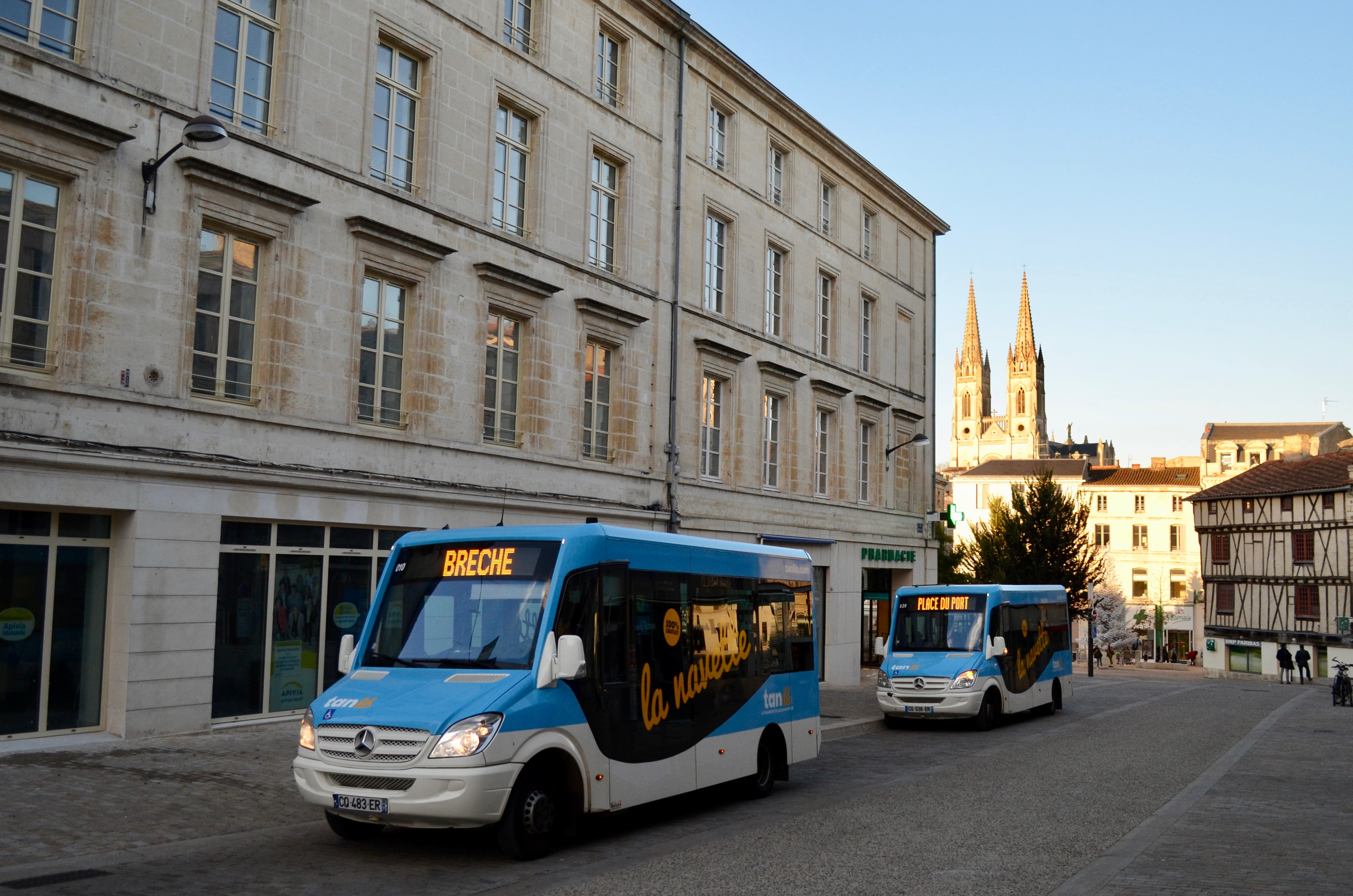
La navette

| La Navette Centre-Ville     | Dernière actualisation : — |                                              |                                              |                                              |                                              |                                              |                                              |                                              |                                              |
| La Navette Colline St André | (Circulaire) Niort — Halles ⥋ Niort — Halles | (Circulaire) Niort — Halles ⥋ Niort — Halles | (Circulaire) Niort — Halles ⥋ Niort — Halles | (Circulaire) Niort — Halles ⥋ Niort — Halles | (Circulaire) Niort — Halles ⥋ Niort — Halles | (Circulaire) Niort — Halles ⥋ Niort — Halles | (Circulaire) Niort — Halles ⥋ Niort — Halles | (Circulaire) Niort — Halles ⥋ Niort — Halles | (Circulaire) Niort — Halles ⥋ Niort — Halles |
| La Navette Colline St André | Ouverture / Fermeture 6 juillet 2024 / — | Longueur 2,4 km                              | Durée 20 min                                 | Nb. d’arrêts 12                              | Matériel Minibus                             | Jours de fonctionnement L, Ma, Me, J, V, S   | Jour / Soir / Nuit / Fêtes O / N / N / N     | Voy. / an 14 783                             | Exploitant Transdev Niort Agglomération      |
| La Navette Colline St André | Desserte : - Villes et lieux desservis : Centre-ville de Niort (Halles, Hôtel de Ville, Donjon, Rue Basse, Roulière, Strasbourg, Jules Ferry, Pontreau, Du Guesclin, Place Chanzy) - Gares desservies : Aucune.                                  |                                              |                                              |                                              |                                              |                                              |                                              |                                              |                                              |
| La Navette Colline St André | Autre : - Arrêts non accessibles aux UFR :Donjon, Rue Basse, Roulière, Jules Ferry, Guilloteau, Pontreau, Place Chanzy. - Particularités : Fonctionne du lundi au samedi de 7 h 40 à 19 h 40. - Date de dernière mise à jour : 1er février 2021. |                                              |                                              |                                              |                                              |                                              |                                              |                                              |                                              |
| La Navette Colline St André | Dernière actualisation : — |                                              |                                              |                                              |                                              |                                              |                                              |                                              |                                              |

- La navette

### Lignes périurbaines
Lignes desservant en régulier ou sur réservation le territoire de l'agglomération niortaise.
| Ligne | Caractéristiques | Caractéristiques                                              | Caractéristiques                                              | Caractéristiques                                              | Caractéristiques                                              | Caractéristiques                                              | Caractéristiques                                              | Caractéristiques                                              | Caractéristiques                                              |
| 20    | Mauzé-sur-le-Mignon — Place Tombouctou ⥋ Niort — Brèche | Mauzé-sur-le-Mignon — Place Tombouctou ⥋ Niort — Brèche       | Mauzé-sur-le-Mignon — Place Tombouctou ⥋ Niort — Brèche       | Mauzé-sur-le-Mignon — Place Tombouctou ⥋ Niort — Brèche       | Mauzé-sur-le-Mignon — Place Tombouctou ⥋ Niort — Brèche       | Mauzé-sur-le-Mignon — Place Tombouctou ⥋ Niort — Brèche       | Mauzé-sur-le-Mignon — Place Tombouctou ⥋ Niort — Brèche       | Mauzé-sur-le-Mignon — Place Tombouctou ⥋ Niort — Brèche       | Mauzé-sur-le-Mignon — Place Tombouctou ⥋ Niort — Brèche       |
| ----- | --- | ------------------------------------------------------------- | ------------------------------------------------------------- | ------------------------------------------------------------- | ------------------------------------------------------------- | ------------------------------------------------------------- | ------------------------------------------------------------- | ------------------------------------------------------------- | ------------------------------------------------------------- |
| 20    | Ouverture / Fermeture 6 juillet 2024 / — | Longueur 30 km                                                | Durée 50 min                                                  | Nb. d’arrêts 20                                               | Matériel Cars                                                 | Jours de fonctionnement L, Ma, Me, J, V, S                    | Jour / Soir / Nuit / Fêtes O / N / N / N                      | Voy. / an 61 925                                              | Exploitant Transdev Poitou Charentes                          |
| 20    | Desserte : - Villes et lieux desservis : Mauzé-sur-le-Mignon, Epannes, Frontenay-Rohan-Rohan, Bessines (Mude), Niort (Pied de Fond, Clou Bouchet, Pôle Atlantique, Hôpital, Gare SNCF, Brèche) - Gares desservies : Gare de Niort                                                                    |                                                               |                                                               |                                                               |                                                               |                                                               |                                                               |                                                               |                                                               |
| 20    | Autre : - Arrêts non accessibles aux UFR : Aucun. - Particularités : Aucune. - Date de dernière mise à jour : 18 juillet 2025. |                                                               |                                                               |                                                               |                                                               |                                                               |                                                               |                                                               |                                                               |
| 20    | Dernière actualisation : — |                                                               |                                                               |                                                               |                                                               |                                                               |                                                               |                                                               |                                                               |
| 21    | Saint-Hilaire-la-Palud — Mairie ⥋ Niort — Brèche | Saint-Hilaire-la-Palud — Mairie ⥋ Niort — Brèche              | Saint-Hilaire-la-Palud — Mairie ⥋ Niort — Brèche              | Saint-Hilaire-la-Palud — Mairie ⥋ Niort — Brèche              | Saint-Hilaire-la-Palud — Mairie ⥋ Niort — Brèche              | Saint-Hilaire-la-Palud — Mairie ⥋ Niort — Brèche              | Saint-Hilaire-la-Palud — Mairie ⥋ Niort — Brèche              | Saint-Hilaire-la-Palud — Mairie ⥋ Niort — Brèche              | Saint-Hilaire-la-Palud — Mairie ⥋ Niort — Brèche              |
| 21    | Ouverture / Fermeture 1er septembre 2017 / — | Longueur 30 km                                                | Durée 60 min                                                  | Nb. d’arrêts 28                                               | Matériel Cars                                                 | Jours de fonctionnement L, Ma, Me, J, V, S                    | Jour / Soir / Nuit / Fêtes O / N / N / N                      | Voy. / an 21 221                                              | Exploitant Transdev Poitou Charentes                          |
| 21    | Desserte : - Villes et lieux desservis : Saint-Hilaire-la-Palud, Arçais, Le Vanneau-Irleau, Saint-Georges-de-Rex, Amuré, Sansais, Frontenay-Rohan-Rohan, Bessines (Mairie, Mude), Niort (Pied de Fond, Clou Bouchet, Pôle Atlantique, Hôpital, Gare SNCF, Brèche) - Gares desservies : Gare de Niort |                                                               |                                                               |                                                               |                                                               |                                                               |                                                               |                                                               |                                                               |
| 21    | Autre : - Arrêts non accessibles aux UFR : Bessines Mairie, Jean Richard, Clairias, Sansais Salle des Fêtes, Le Vanneau Mairie, Sainte-Sabine. - Particularités : Renforcement d'horaires le samedi pour la période estivale. - Date de dernière mise à jour : 18 juillet 2025.                      |                                                               |                                                               |                                                               |                                                               |                                                               |                                                               |                                                               |                                                               |
| 21    | Dernière actualisation : — |                                                               |                                                               |                                                               |                                                               |                                                               |                                                               |                                                               |                                                               |
| 22    | Coulon — Préplot ⥋ Niort — Brèche | Coulon — Préplot ⥋ Niort — Brèche                             | Coulon — Préplot ⥋ Niort — Brèche                             | Coulon — Préplot ⥋ Niort — Brèche                             | Coulon — Préplot ⥋ Niort — Brèche                             | Coulon — Préplot ⥋ Niort — Brèche                             | Coulon — Préplot ⥋ Niort — Brèche                             | Coulon — Préplot ⥋ Niort — Brèche                             | Coulon — Préplot ⥋ Niort — Brèche                             |
| 22    | Ouverture / Fermeture 6 juillet 2024 / — | Longueur 15 km                                                | Durée 35 min                                                  | Nb. d’arrêts 28                                               | Matériel Cars                                                 | Jours de fonctionnement L, Ma, Me, J, V, S                    | Jour / Soir / Nuit / Fêtes O / N / N / N                      | Voy. / an 41 684                                              | Exploitant Transdev Poitou Charentes                          |
| 22    | Desserte : - Villes et lieux desservis : Coulon, Magné, Niort (Espérance, ZI St Liguaire, Clou Bouchet, Pôle Atlantique, Hôpital, Gare SNCF, Brèche) - Gares desservies : Gare de Niort |                                                               |                                                               |                                                               |                                                               |                                                               |                                                               |                                                               |                                                               |
| 22    | Autre : - Arrêts non accessibles aux UFR : Denis Papin, De Laplace, Sevreau, Magné Piscine, Magné Ecoles, La Repentie, Coulon Centre. - Particularités : Renforcement d'horaires le samedi pour la période estivale. - Date de dernière mise à jour : 17 juillet 2025.                               |                                                               |                                                               |                                                               |                                                               |                                                               |                                                               |                                                               |                                                               |
| 22    | Dernière actualisation : — |                                                               |                                                               |                                                               |                                                               |                                                               |                                                               |                                                               |                                                               |
| 24    | Saint-Gelais — Écoles ⥋ Niort — Gare SNCF | Saint-Gelais — Écoles ⥋ Niort — Gare SNCF                     | Saint-Gelais — Écoles ⥋ Niort — Gare SNCF                     | Saint-Gelais — Écoles ⥋ Niort — Gare SNCF                     | Saint-Gelais — Écoles ⥋ Niort — Gare SNCF                     | Saint-Gelais — Écoles ⥋ Niort — Gare SNCF                     | Saint-Gelais — Écoles ⥋ Niort — Gare SNCF                     | Saint-Gelais — Écoles ⥋ Niort — Gare SNCF                     | Saint-Gelais — Écoles ⥋ Niort — Gare SNCF                     |
| 24    | Ouverture / Fermeture 6 juillet 2024 / — | Longueur 14 km                                                | Durée 40 min                                                  | Nb. d’arrêts 19                                               | Matériel Cars                                                 | Jours de fonctionnement L, Ma, Me, J, V, S                    | Jour / Soir / Nuit / Fêtes O / N / N / N                      | Voy. / an 15 078                                              | Exploitant Transdev Poitou Charentes                          |
| 24    | Desserte : - Villes et lieux desservis : Saint-Gelais, Échiré, Niort (Curie, Pontreau, Brèche, Gare SNCF) - Gares desservies : Gare de Niort |                                                               |                                                               |                                                               |                                                               |                                                               |                                                               |                                                               |                                                               |
| 24    | Autre : - Arrêts non accessibles aux UFR : Tous sauf, Gare SNCF, Brèche,ZA Le Luc et Echiré Centre. - Particularités : Desserts à certaines heures Longées, ZA Les Carreaux, Chaume Ronde. - Date de dernière mise à jour : 18 juillet 2025.                                                         |                                                               |                                                               |                                                               |                                                               |                                                               |                                                               |                                                               |                                                               |
| 24    | Dernière actualisation : — |                                                               |                                                               |                                                               |                                                               |                                                               |                                                               |                                                               |                                                               |
| 25    | Frontenay-Rohan-Rohan — Les 3 Roix ⥋ Niort — Brèche | Frontenay-Rohan-Rohan — Les 3 Roix ⥋ Niort — Brèche           | Frontenay-Rohan-Rohan — Les 3 Roix ⥋ Niort — Brèche           | Frontenay-Rohan-Rohan — Les 3 Roix ⥋ Niort — Brèche           | Frontenay-Rohan-Rohan — Les 3 Roix ⥋ Niort — Brèche           | Frontenay-Rohan-Rohan — Les 3 Roix ⥋ Niort — Brèche           | Frontenay-Rohan-Rohan — Les 3 Roix ⥋ Niort — Brèche           | Frontenay-Rohan-Rohan — Les 3 Roix ⥋ Niort — Brèche           | Frontenay-Rohan-Rohan — Les 3 Roix ⥋ Niort — Brèche           |
| 25    | Ouverture / Fermeture 6 juillet 2024 / — | Longueur 16 km                                                | Durée 35 min                                                  | Nb. d’arrêts 16                                               | Matériel Cars                                                 | Jours de fonctionnement L, Ma, Me, J, V, S                    | Jour / Soir / Nuit / Fêtes O / N / N / N                      | Voy. / an —                                                   | Exploitant Transdev Poitou Charentes                          |
| 25    | Desserte : - Villes et lieux desservis : Frontenay-Rohan-Rohan, Saint-Symphorien, Niort. - Gares desservies : Gare de Niort. |                                                               |                                                               |                                                               |                                                               |                                                               |                                                               |                                                               |                                                               |
| 25    | Autre : - Arrêts non accessibles aux UFR : Liberté, Nabot, Angely, Saint-Symphorien Stade, Route de Frontenay, La Clielle, Les 3 roix. - Particularités : Aucune. - Date de dernière mise à jour : 18 juillet 2025.                                                                                  |                                                               |                                                               |                                                               |                                                               |                                                               |                                                               |                                                               |                                                               |
| 25    | Dernière actualisation : — |                                                               |                                                               |                                                               |                                                               |                                                               |                                                               |                                                               |                                                               |
| 26    | Plaine d'Argenson Prissé-la-Charrière Eglise ⥋ Niort — Brèche | Plaine d'Argenson Prissé-la-Charrière Eglise ⥋ Niort — Brèche | Plaine d'Argenson Prissé-la-Charrière Eglise ⥋ Niort — Brèche | Plaine d'Argenson Prissé-la-Charrière Eglise ⥋ Niort — Brèche | Plaine d'Argenson Prissé-la-Charrière Eglise ⥋ Niort — Brèche | Plaine d'Argenson Prissé-la-Charrière Eglise ⥋ Niort — Brèche | Plaine d'Argenson Prissé-la-Charrière Eglise ⥋ Niort — Brèche | Plaine d'Argenson Prissé-la-Charrière Eglise ⥋ Niort — Brèche | Plaine d'Argenson Prissé-la-Charrière Eglise ⥋ Niort — Brèche |
| 26    | Ouverture / Fermeture 6 juillet 2024 / — | Longueur 16 à 24 km                                           | Durée 40 à 55 min                                             | Nb. d’arrêts 15                                               | Matériel Cars                                                 | Jours de fonctionnement L, Ma, Me, J, V, S                    | Jour / Soir / Nuit / Fêtes O / N / N / N                      | Voy. / an 1 490                                               | Exploitant Transdev Poitou Charentes                          |
| 26    | Desserte : - Villes et lieux desservis : Plaine d'Argenson, Beauvoir-sur-Niort, Granzay-Gript, Saint-Symphorien, Niort - Gares desservies : Gare de Niort |                                                               |                                                               |                                                               |                                                               |                                                               |                                                               |                                                               |                                                               |
| 26    | Autre : - Arrêts non accessibles aux UFR : Beauvoir Mairie, Acacias, Henri Fabre, Frères Lumière, Angely, Nabot, Saint Florent. - Particularités : Dessert à certaines heures Saint-Symphorien. - Date de dernière mise à jour : 18 juillet 2025.                                                    |                                                               |                                                               |                                                               |                                                               |                                                               |                                                               |                                                               |                                                               |
| 26    | Dernière actualisation : — |                                                               |                                                               |                                                               |                                                               |                                                               |                                                               |                                                               |                                                               |

### Lignes Express
Lignes permettant de rejoindre la zone d'emploi de Mendès France entre 20 et 30 minutes depuis les communes de Saint-Gelais, Echiré, Vouillé et Aiffres. 
| Ligne | Caractéristiques | Caractéristiques                                   | Caractéristiques                                   | Caractéristiques                                   | Caractéristiques                                   | Caractéristiques                                   | Caractéristiques                                   | Caractéristiques                                   | Caractéristiques                                   |
| X1    | Chauray — Trévins ⥋ Niort — Gare SNCF | Chauray — Trévins ⥋ Niort — Gare SNCF              | Chauray — Trévins ⥋ Niort — Gare SNCF              | Chauray — Trévins ⥋ Niort — Gare SNCF              | Chauray — Trévins ⥋ Niort — Gare SNCF              | Chauray — Trévins ⥋ Niort — Gare SNCF              | Chauray — Trévins ⥋ Niort — Gare SNCF              | Chauray — Trévins ⥋ Niort — Gare SNCF              | Chauray — Trévins ⥋ Niort — Gare SNCF              |
| ----- | --- | -------------------------------------------------- | -------------------------------------------------- | -------------------------------------------------- | -------------------------------------------------- | -------------------------------------------------- | -------------------------------------------------- | -------------------------------------------------- | -------------------------------------------------- |
| X1    | Ouverture / Fermeture 3 septembre 2024 / — | Longueur 9 km                                      | Durée 20 à 25 min                                  | Nb. d’arrêts 8                                     | Matériel Cars                                      | Jours de fonctionnement L, Ma, Me, J, V            | Jour / Soir / Nuit / Fêtes O / N / N / N           | Voy. / an —                                        | Exploitant Transdev Poitou Charentes               |
| X1    | Desserte : - Villes et lieux desservis : Chauray (MAAF, Colonnes, Chauray Trévins), Niort (Gare SNCF, Brèche) - Gares desservies : Gare de Niort |                                                    |                                                    |                                                    |                                                    |                                                    |                                                    |                                                    |                                                    |
| X1    | Autre : - Arrêts non accessibles aux UFR : Colonnes, Ampère. - Particularités :Permet de rejoindre la zone d'emploi Mendès France en 20 minutes. - Date de dernière mise à jour : 18 juillet 2025.                                                                                     |                                                    |                                                    |                                                    |                                                    |                                                    |                                                    |                                                    |                                                    |
| X1    | Dernière actualisation : — |                                                    |                                                    |                                                    |                                                    |                                                    |                                                    |                                                    |                                                    |
| X2    | Chauray - Jacques Prévert ⥋ Aiffres — Maison Neuve | Chauray - Jacques Prévert ⥋ Aiffres — Maison Neuve | Chauray - Jacques Prévert ⥋ Aiffres — Maison Neuve | Chauray - Jacques Prévert ⥋ Aiffres — Maison Neuve | Chauray - Jacques Prévert ⥋ Aiffres — Maison Neuve | Chauray - Jacques Prévert ⥋ Aiffres — Maison Neuve | Chauray - Jacques Prévert ⥋ Aiffres — Maison Neuve | Chauray - Jacques Prévert ⥋ Aiffres — Maison Neuve | Chauray - Jacques Prévert ⥋ Aiffres — Maison Neuve |
| X2    | Ouverture / Fermeture 3 septembre 2024 / — | Longueur 13 km                                     | Durée 25 min                                       | Nb. d’arrêts 15                                    | Matériel Cars                                      | Jours de fonctionnement L, Ma, Me, J, V            | Jour / Soir / Nuit / Fêtes O / N / N / N           | Voy. / an —                                        | Exploitant Transdev Poitou Charentes               |
| X2    | Desserte : - Villes et lieux desservis : Aiffres (Maison Neuve, Fief Chevalier, Plantes), Vouillé (Boussantain, Vouillé Mairie, Lambon), Chauray (Jacques Prévert, MAAF, Colonnes, Chauray Trévins) - Gares desservies : Aucune                                                        |                                                    |                                                    |                                                    |                                                    |                                                    |                                                    |                                                    |                                                    |
| X2    | Autre : - Arrêts non accessibles aux UFR : Pierrière, Plantes, Boussantain, Vouillé Mairie, Chauray Trévins, Ampère, Colonnes, Jacques Prévert. - Particularités : Permet de rejoindre la zone d'emploi Mendès France en 25 minutes. - Date de dernière mise à jour : 18 juillet 2025. |                                                    |                                                    |                                                    |                                                    |                                                    |                                                    |                                                    |                                                    |
| X2    | Dernière actualisation : — |                                                    |                                                    |                                                    |                                                    |                                                    |                                                    |                                                    |                                                    |
| X3    | Chauray - Jacques Prévert ⥋ Echiré — Léo Desaivre | Chauray - Jacques Prévert ⥋ Echiré — Léo Desaivre  | Chauray - Jacques Prévert ⥋ Echiré — Léo Desaivre  | Chauray - Jacques Prévert ⥋ Echiré — Léo Desaivre  | Chauray - Jacques Prévert ⥋ Echiré — Léo Desaivre  | Chauray - Jacques Prévert ⥋ Echiré — Léo Desaivre  | Chauray - Jacques Prévert ⥋ Echiré — Léo Desaivre  | Chauray - Jacques Prévert ⥋ Echiré — Léo Desaivre  | Chauray - Jacques Prévert ⥋ Echiré — Léo Desaivre  |
| X3    | Ouverture / Fermeture 3 septembre 2024 / — | Longueur 12 km                                     | Durée 35 min                                       | Nb. d’arrêts 11                                    | Matériel Cars                                      | Jours de fonctionnement L, Ma, Me, J, V            | Jour / Soir / Nuit / Fêtes O / N / N / N           | Voy. / an —                                        | Exploitant Transdev Poitou Charentes               |
| X3    | Desserte : - Villes et lieux desservis : Echiré (Léo Desaivre, Centre), Saint-Gelais (Saint-Gelais Ecole), Chauray (PArpin, Trévins, MAAF, Jacques Prévert) - Gares desservies : Aucune                                                                                                |                                                    |                                                    |                                                    |                                                    |                                                    |                                                    |                                                    |                                                    |
| X3    | Autre : - Arrêts non accessibles aux UFR : Léo Desaivre, Chataigners, Saint-Gelais Ecole, Ampère, Colonnes, Jacques Prévert. - Particularités : Permet de rejoindre la zone d'emploi Mendès France en 25 minutes. - Date de dernière mise à jour : 18 juillet 2025.                    |                                                    |                                                    |                                                    |                                                    |                                                    |                                                    |                                                    |                                                    |
| X3    | Dernière actualisation : — |                                                    |                                                    |                                                    |                                                    |                                                    |                                                    |                                                    |                                                    |

### Lignes Région Nouvelle-Aquitaine
Lignes de la région Nouvelle-Aquitaine anciennement Réseau des Deux-Sèvres appliquant la gratuité uniquement pour un voyage au sein de la Communauté d'agglomération du Niortais.
| Ligne | Caractéristiques | Caractéristiques                                       | Caractéristiques                                       | Caractéristiques                                       | Caractéristiques                                       | Caractéristiques                                       | Caractéristiques                                       | Caractéristiques                                       | Caractéristiques                                       |
| 144   | Villiers en Plaine — Champbertrand ⥋ Niort — Gare SNCF | Villiers en Plaine — Champbertrand ⥋ Niort — Gare SNCF | Villiers en Plaine — Champbertrand ⥋ Niort — Gare SNCF | Villiers en Plaine — Champbertrand ⥋ Niort — Gare SNCF | Villiers en Plaine — Champbertrand ⥋ Niort — Gare SNCF | Villiers en Plaine — Champbertrand ⥋ Niort — Gare SNCF | Villiers en Plaine — Champbertrand ⥋ Niort — Gare SNCF | Villiers en Plaine — Champbertrand ⥋ Niort — Gare SNCF | Villiers en Plaine — Champbertrand ⥋ Niort — Gare SNCF |
| ----- | --- | ------------------------------------------------------ | ------------------------------------------------------ | ------------------------------------------------------ | ------------------------------------------------------ | ------------------------------------------------------ | ------------------------------------------------------ | ------------------------------------------------------ | ------------------------------------------------------ |
| 144   | Ouverture / Fermeture 1er septembre 2017 / — | Longueur —                                             | Durée 40 min                                           | Nb. d’arrêts 11                                        | Matériel —                                             | Jours de fonctionnement L, Ma, Me, J, V, S             | Jour / Soir / Nuit / Fêtes O / N / N / N               | Voy. / an —                                            | Exploitant HM Voyages                                  |
| 144   | Desserte : - Villes et lieux desservis : Villiers en Plaine (Champbertrand, L Bout du Jour, Centre), Saint-Rémy (Ecoles, Salle communale), Niort (Buffevent, Horticole, Lycée Jean Macé, Genève, Brèche, Gare SNCF) - Gares desservies : Gare de Niort |                                                        |                                                        |                                                        |                                                        |                                                        |                                                        |                                                        |                                                        |
| 144   | Autre : - Arrêts non accessibles aux UFR : — - Particularités : - Date de dernière mise à jour : 18 juillet 2025. |                                                        |                                                        |                                                        |                                                        |                                                        |                                                        |                                                        |                                                        |
| 144   | Dernière actualisation : — |                                                        |                                                        |                                                        |                                                        |                                                        |                                                        |                                                        |                                                        |
| 145   | Germond-Rouvre - Centre-bourg ⥋ Niort — Gare SNCF | Germond-Rouvre - Centre-bourg ⥋ Niort — Gare SNCF      | Germond-Rouvre - Centre-bourg ⥋ Niort — Gare SNCF      | Germond-Rouvre - Centre-bourg ⥋ Niort — Gare SNCF      | Germond-Rouvre - Centre-bourg ⥋ Niort — Gare SNCF      | Germond-Rouvre - Centre-bourg ⥋ Niort — Gare SNCF      | Germond-Rouvre - Centre-bourg ⥋ Niort — Gare SNCF      | Germond-Rouvre - Centre-bourg ⥋ Niort — Gare SNCF      | Germond-Rouvre - Centre-bourg ⥋ Niort — Gare SNCF      |
| 145   | Ouverture / Fermeture 1er septembre 2017 / — | Longueur —                                             | Durée 25 min                                           | Nb. d’arrêts 10                                        | Matériel —                                             | Jours de fonctionnement L, Ma, Me, J, V, S             | Jour / Soir / Nuit / Fêtes O / N / N / N               | Voy. / an —                                            | Exploitant Voyages Devault                             |
| 145   | Desserte : - Villes et lieux desservis : Germond-Rouvre (Centre-Bourg), Niort (Curie, Mail Lucie Aubrac, Brèche, Gare SNCF) - Gares desservies : Gare de Niort                                                                                         |                                                        |                                                        |                                                        |                                                        |                                                        |                                                        |                                                        |                                                        |
| 145   | Autre : - Arrêts non accessibles aux UFR : — - Particularités : - Date de dernière mise à jour : 18 juillet 2025. |                                                        |                                                        |                                                        |                                                        |                                                        |                                                        |                                                        |                                                        |
| 145   | Dernière actualisation : — |                                                        |                                                        |                                                        |                                                        |                                                        |                                                        |                                                        |                                                        |
| 146   | Echiré - Androlet ⥋ Niort — Gare SNCF | Echiré - Androlet ⥋ Niort — Gare SNCF                  | Echiré - Androlet ⥋ Niort — Gare SNCF                  | Echiré - Androlet ⥋ Niort — Gare SNCF                  | Echiré - Androlet ⥋ Niort — Gare SNCF                  | Echiré - Androlet ⥋ Niort — Gare SNCF                  | Echiré - Androlet ⥋ Niort — Gare SNCF                  | Echiré - Androlet ⥋ Niort — Gare SNCF                  | Echiré - Androlet ⥋ Niort — Gare SNCF                  |
| 146   | Ouverture / Fermeture 1er septembre 2017 / — | Longueur —                                             | Durée 25 min                                           | Nb. d’arrêts 9                                         | Matériel —                                             | Jours de fonctionnement L, Ma, Me, J, V, S             | Jour / Soir / Nuit / Fêtes O / N / N / N               | Voy. / an —                                            | Exploitant Voyages Goujeau                             |
| 146   | Desserte : - Villes et lieux desservis : Echire (Androlet, Centre, ZA Le Luc), Niort (Curie, Brèche, Gare SNCF) - Gares desservies : Gare de Niort |                                                        |                                                        |                                                        |                                                        |                                                        |                                                        |                                                        |                                                        |
| 146   | Autre : - Arrêts non accessibles aux UFR : — - Particularités : - Date de dernière mise à jour : 18 juillet 2025. |                                                        |                                                        |                                                        |                                                        |                                                        |                                                        |                                                        |                                                        |
| 146   | Dernière actualisation : — |                                                        |                                                        |                                                        |                                                        |                                                        |                                                        |                                                        |                                                        |
| 147   | Chauray — Rochereaux ⥋ Niort — Brèche | Chauray — Rochereaux ⥋ Niort — Brèche                  | Chauray — Rochereaux ⥋ Niort — Brèche                  | Chauray — Rochereaux ⥋ Niort — Brèche                  | Chauray — Rochereaux ⥋ Niort — Brèche                  | Chauray — Rochereaux ⥋ Niort — Brèche                  | Chauray — Rochereaux ⥋ Niort — Brèche                  | Chauray — Rochereaux ⥋ Niort — Brèche                  | Chauray — Rochereaux ⥋ Niort — Brèche                  |
| 147   | Ouverture / Fermeture 1er septembre 2017 / — | Longueur —                                             | Durée 22 min                                           | Nb. d’arrêts 4                                         | Matériel —                                             | Jours de fonctionnement L, Ma, Me, J, V, S             | Jour / Soir / Nuit / Fêtes O / N / N / N               | Voy. / an —                                            | Exploitant Voyages Baudin                              |
| 147   | Desserte : - Villes et lieux desservis : Chauray (Rochereaux), Niort (Maisons Rouges, Bellune, Brèche) - Gares desservies : Aucune |                                                        |                                                        |                                                        |                                                        |                                                        |                                                        |                                                        |                                                        |
| 147   | Autre : - Arrêts non accessibles aux UFR : — - Particularités : - Date de dernière mise à jour : 18 juillet 2025. |                                                        |                                                        |                                                        |                                                        |                                                        |                                                        |                                                        |                                                        |
| 147   | Dernière actualisation : — |                                                        |                                                        |                                                        |                                                        |                                                        |                                                        |                                                        |                                                        |
| 148   | Vouillé — Gascougnolles ⥋ Niort — Brèche | Vouillé — Gascougnolles ⥋ Niort — Brèche               | Vouillé — Gascougnolles ⥋ Niort — Brèche               | Vouillé — Gascougnolles ⥋ Niort — Brèche               | Vouillé — Gascougnolles ⥋ Niort — Brèche               | Vouillé — Gascougnolles ⥋ Niort — Brèche               | Vouillé — Gascougnolles ⥋ Niort — Brèche               | Vouillé — Gascougnolles ⥋ Niort — Brèche               | Vouillé — Gascougnolles ⥋ Niort — Brèche               |
| 148   | Ouverture / Fermeture 1er septembre 2017 / — | Longueur —                                             | Durée 30 min                                           | Nb. d’arrêts 9                                         | Matériel —                                             | Jours de fonctionnement L, Ma, Me, J, V, S             | Jour / Soir / Nuit / Fêtes O / N / N / N               | Voy. / an —                                            | Exploitant Voyages Baudin                              |
| 148   | Desserte : - Villes et lieux desservis : Vouillé (Gascougnolles, Cinq Villages, Boussantain), Niort (Avenue de Limoges, Darwin, Lycée Paul Guérin, Brèche, Gare SNCF) - Gares desservies : Gare de Niort                                               |                                                        |                                                        |                                                        |                                                        |                                                        |                                                        |                                                        |                                                        |
| 148   | Autre : - Arrêts non accessibles aux UFR : — - Particularités : - Date de dernière mise à jour : 18 juillet 2025. |                                                        |                                                        |                                                        |                                                        |                                                        |                                                        |                                                        |                                                        |
| 148   | Dernière actualisation : — |                                                        |                                                        |                                                        |                                                        |                                                        |                                                        |                                                        |                                                        |
| 149   | Prahecq - Centre-Bourg ⥋ Niort — Brèche | Prahecq - Centre-Bourg ⥋ Niort — Brèche                | Prahecq - Centre-Bourg ⥋ Niort — Brèche                | Prahecq - Centre-Bourg ⥋ Niort — Brèche                | Prahecq - Centre-Bourg ⥋ Niort — Brèche                | Prahecq - Centre-Bourg ⥋ Niort — Brèche                | Prahecq - Centre-Bourg ⥋ Niort — Brèche                | Prahecq - Centre-Bourg ⥋ Niort — Brèche                | Prahecq - Centre-Bourg ⥋ Niort — Brèche                |
| 149   | Ouverture / Fermeture 1er septembre 2017 / — | Longueur —                                             | Durée 30 min                                           | Nb. d’arrêts 12                                        | Matériel —                                             | Jours de fonctionnement L, Ma, Me, J, V, S             | Jour / Soir / Nuit / Fêtes O / N / N / N               | Voy. / an —                                            | Exploitant Voyages Baudin                              |
| 149   | Desserte : - Villes et lieux desservis : Prahecq (Les Places, Centre-Bourg, Chambelle), Aiffres (CAT,La Pierrière, Fief Chevalier), Niort (PE Darwin, Lycée Paul Guérin, Gare SNCF, Brèche) - Gares desservies : Gare SNCF                             |                                                        |                                                        |                                                        |                                                        |                                                        |                                                        |                                                        |                                                        |
| 149   | Autre : - Arrêts non accessibles aux UFR : — - Particularités : - Date de dernière mise à jour : 18 juillet 2025. |                                                        |                                                        |                                                        |                                                        |                                                        |                                                        |                                                        |                                                        |
| 149   | Dernière actualisation : — |                                                        |                                                        |                                                        |                                                        |                                                        |                                                        |                                                        |                                                        |

### Lignes du souvenir
Ces lignes desservant les cimetières fonctionnent tous les vendredis de l’année, sauf jours fériés. Dans ce cas, la desserte sera effectuée le jeudi (veille du férié).
| Ligne    | Caractéristiques | Caractéristiques                               | Caractéristiques                               | Caractéristiques                               | Caractéristiques                               | Caractéristiques                               | Caractéristiques                               | Caractéristiques                               | Caractéristiques                               |
| Souvenir | Cimetière Grand Croix | Cimetière Grand Croix                          | Cimetière Grand Croix                          | Cimetière Grand Croix                          | Cimetière Grand Croix                          | Cimetière Grand Croix                          | Cimetière Grand Croix                          | Cimetière Grand Croix                          | Cimetière Grand Croix                          |
| Souvenir | Niort — Brèche ⥋ Niort — Cimetière Grand Croix | Niort — Brèche ⥋ Niort — Cimetière Grand Croix | Niort — Brèche ⥋ Niort — Cimetière Grand Croix | Niort — Brèche ⥋ Niort — Cimetière Grand Croix | Niort — Brèche ⥋ Niort — Cimetière Grand Croix | Niort — Brèche ⥋ Niort — Cimetière Grand Croix | Niort — Brèche ⥋ Niort — Cimetière Grand Croix | Niort — Brèche ⥋ Niort — Cimetière Grand Croix | Niort — Brèche ⥋ Niort — Cimetière Grand Croix |
| -------- | --- | ---------------------------------------------- | ---------------------------------------------- | ---------------------------------------------- | ---------------------------------------------- | ---------------------------------------------- | ---------------------------------------------- | ---------------------------------------------- | ---------------------------------------------- |
| Souvenir | Ouverture / Fermeture 1er septembre 2017 / — | Longueur 8 km                                  | Durée 24 min                                   | Nb. d’arrêts 22                                | Matériel Midibus                               | Jours de fonctionnement V                      | Jour / Soir / Nuit / Fêtes O / N / N / N       | Voy. / an —                                    | Exploitant Transdev Niort Agglomération        |
| Souvenir | Desserte : - Villes et lieux desservis : Niort (Brèche, Cimetière Grand Croix) - Gares desservies : Aucune. |                                                |                                                |                                                |                                                |                                                |                                                |                                                |                                                |
| Souvenir | Autre : - Arrêts non accessibles aux UFR : Tous sauf Brèche, Saint Jean, Espingole, Port Boinot, Genève, Villon, Boileau, Buisson et Thomas Jean Main. - Particularités : Ligne fonctionnant tous les vendredis de l’année, sauf jours fériés. Dans ce cas, la desserte sera effectuée le jeudi (veille du férié). - Date de dernière mise à jour : 1er février 2021. |                                                |                                                |                                                |                                                |                                                |                                                |                                                |                                                |
| Souvenir | Dernière actualisation : — |                                                |                                                |                                                |                                                |                                                |                                                |                                                |                                                |
| Souvenir | Cimetières Ancien, Cadet, Sablières, Buhors | Cimetières Ancien, Cadet, Sablières, Buhors    | Cimetières Ancien, Cadet, Sablières, Buhors    | Cimetières Ancien, Cadet, Sablières, Buhors    | Cimetières Ancien, Cadet, Sablières, Buhors    | Cimetières Ancien, Cadet, Sablières, Buhors    | Cimetières Ancien, Cadet, Sablières, Buhors    | Cimetières Ancien, Cadet, Sablières, Buhors    | Cimetières Ancien, Cadet, Sablières, Buhors    |
| Souvenir | Niort — Brèche ⥋ Niort — Buhors |                                                |                                                |                                                |                                                |                                                |                                                |                                                |                                                |
| Souvenir | Ouverture / Fermeture 1er septembre 2017 / — | Longueur 2 km                                  | Durée 15 min                                   | Nb. d’arrêts 4                                 | Matériel Midibus                               | Jours de fonctionnement V                      | Jour / Soir / Nuit / Fêtes O / N / N / N       | Voy. / an —                                    | Exploitant Transdev Niort Agglomération        |
| Souvenir | Desserte : - Villes et lieux desservis : Niort (Brèche, Cimetières Ancien, Cadet, Sablières, Buhors) - Gares desservies : Aucune. |                                                |                                                |                                                |                                                |                                                |                                                |                                                |                                                |
| Souvenir | Autre : - Arrêts non accessibles aux UFR : Tous sauf Brèche. - Particularités : Ligne fonctionnant tous les vendredis de l’année, sauf jours fériés. Dans ce cas, la desserte sera effectuée le jeudi (veille du férié). - Date de dernière mise à jour : 1er février 2021.                                                                                           |                                                |                                                |                                                |                                                |                                                |                                                |                                                |                                                |
| Souvenir | Dernière actualisation : — |                                                |                                                |                                                |                                                |                                                |                                                |                                                |                                                |

### Réseau scolaire
Depuis le 1er septembre 2017, un nouveau réseau de lignes scolaires a été mis en place, composé de plusieurs lignes ayant chacune des trajets allers et retour et ayant des horaires adaptés aux horaires d'entrée et de sortie des établissements desservis.

## Etat de parc

### Parc autobus
| Modèles                      | Années                 | Affectations                |
| ---------------------------- | ---------------------- | --------------------------- |
| Articulés (2)                |                        |                             |
| 1 Heuliez GX 427             | Février 2014           | 1 2                         |
| 1 Iveco Créalis 18           | Mai 2019               | 1 2                         |
| Standards (38)               |                        |                             |
| 13 Heuliez GX 337            | 2014, 2015, 2017, 2019 | 1 2 3 4 5 6 7               |
| 21 Heuliez GX 327            | 2008 à 2012            | 1 2 3 4 5 6 7 9             |
| 4 Heuliez GX 317             | 2003, 2004             | 1 2 3 4 5 6 7 9             |
| Midibus (11)                 |                        |                             |
| 1 Heuliez GX 137             | 2014                   | 8 9 10 Lignes du Souvenir   |
| 8 Heuliez GX 117             | 2004, 2006             | 8 9 10 Lignes du Souvenir   |
| 2 Heuliez GX 117L            | 2003                   | 8 9 10 Lignes du Souvenir   |
| Minibus (8)                  |                        |                             |
| 2 Mercedes-Benz Vehixel 3/23 | 2013                   | La Navette Colline St André |
| 1 Dietrich City 21           | 2019                   | La Navette Colline St André |
| 3 Rampini Wolta              | 2019, 2020             | La Navette Colline St André |
| 2 Volkswagen Caravelle       | 2020                   | Navette P+R                 |
| Vehicles légers              |                        |                             |
| Renault Master               |                        | Tanlib à la demande PMR     |
| Renault Kangoo               |                        | Tanlib à la demande         |
| Citroën Jumper               |                        | Tanlib à la demande         |

### Parc de véhicules de services
- 1 Renault Kangoo de 2009 pour la maintenance du mobilier urbain ;
- 1 Renault Kangoo de 2003 et 1 Renault Kangoo ZE électrique de 2015 pour les contrôleurs ;
- 1 Ford Transit de 2004 « Assistance »  pour le dépannage des bus urbains sur le réseau ;
- 1 Renault Kangoo de 1998, 1 Citroën Jumpy de 2006, 1 Citroën Berlingo de 2003, 2 Renault Clio de 2010 et 1 Iveco Daily de 2008 pour la relève des conducteurs sur le réseau.